# Spathia
Spathia, monotipski rod jednogodišnjeg raslinja iz porodice trava smještena u tribus Andropogoneae, pripadnost podtribusu još nije utvrđena. Jedina vrsta je australski endem S. neurosa, koji je rasprostranjen po državama Queensland, Zapadna Australija i Sjevernom teritoriju.